# Julien Demeulenaere
Pour les articles homonymes, voir Demeulenaere.
 Juliaan Demeulenaere, né à Roulers, le 13 mars 1937 est un homme politique belge flamand libéral.
Il est enseignant.
Il fut conseiller communal à Oudenburg et député fédéral belge.